# Hùng Thuận
Nguyễn Hùng Thuận (sinh ngày 22 tháng 2 năm 1983) là một nam diễn viên và ca sĩ người Việt Nam. Anh được khán giả biết đến qua vai diễn bé An trong bộ phim Đất phương Nam. Đồng thời anh cũng từng là thành viên của ban nhạc "MBK". Ngoài ra Hùng Thuận còn được khán giả biết đến sau những thành công của các bộ phim truyền hình ăn khách và đặc sắc nhất Việt Nam như: Hoa ngũ sắc, Nàng dâu bất đắc dĩ, Dòng đời và đặc biệt là Cổng mặt trời...

## Tiểu sử và sự nghiệp
Sau khi bộ phim Đất phương Nam được công chiếu vào năm 1997, Hùng Thuận được khán giả biết đến và anh đã đến với con đường nghệ thuật. Cùng năm 1997, Hùng Thuận đã đoạt giải Mai Vàng với giải diễn viên được yêu thích nhất cùng với nhiều giải thưởng khác của báo Mực Tím, Hoa Học Trò...
Sau khi tốt nghiệp trung học cơ sở, Hùng Thuận đã chính thức được công ty Á Châu mời về làm ca sĩ độc quyền cùng với nhóm Nhật Thực và anh đã phát hành album đầu tay với tựa đề "Không thể ở bên nhau".
Khi nhóm Nhật Thực tan rã, Hùng Thuận quyết định sang công ty KC, đồng thời thành lập nhóm MBK với 2 thành viên khác là Nguyễn Châu và Huỳnh Phong. Sau khi phát hành album "Game Over", sang năm thì MBK tan rã. Cũng kể từ đây, Hùng Thuận chính thức bước vào sự nghiệp solo của mình.
Năm 2009, Hùng Thuận quay lại sự nghiệp diễn xuất với các phim Cổng mặt trời, Hoa ngũ sắc, Nàng dâu bất đắc dĩ... tham gia các chương trình truyền hình và làm diễn viên tự do. Từ năm 2020, anh làm thêm việc môi giới bất động sản.

## Phim đã tham gia
| Năm          | Tựa Phim                  | Vai diễn       | Đạo diễn            | Kênh       | Nguồn |
| ------------ | ------------------------- | -------------- | ------------------- | ---------- | ----- |
| 1997         | Đất phương nam            | An             | Nguyễn Vinh Sơn     | HTV9       |       |
| 2002         | Dòng đời                  |                | Lê Cung Bắc         | HTV9       |       |
| 2009         | Hoa ngũ sắc               | Tùng           | Trần Hữu Phúc       | Let’s Viet |       |
| 2010         | Yêu từ thuở nào           | Đức Long       | Nhâm Minh Hiền      | THVL1      |       |
| 2010         | Cổng mặt trời             | Cường          | Nguyễn Dương        | HTV7       |       |
| 2010         | 30 ngày làm cha           | Phong          | Nguyễn Dương        | Let’s Viet |       |
| 2011         | Dòng đời nghiệt ngã       | Luân           | Đặng Lưu Việt Bảo   | HTV9       |       |
| 2011         | Trúng số                  | Hoan           | Xuân Phước          | SCTV14     |       |
| 2011         | Sáu mặt rubik             | Ngẫu           | Xuân Phước          | HTV9       |       |
| 2012         | Tiểu thư vào bếp          | Bé             | Nguyễn Thành Vinh   | SCTV14     |       |
| 2012         | Chuyện làng bè            |                | Hồ Ngọc Xum         | HTV7       |       |
| 2012         | Tiếng tơ đồng             | Đạt            | Xuân Phước          | THVL1      |       |
| 2012         | Thời gian để yêu          | Kháng          | Nhâm Minh Hiền      | HTV7       |       |
| 2012         | Giấc mơ cỏ may            | Hải            | Nguyễn Dương        | VTV3       |       |
| Phiên chợ số | Khang                     | Nhâm Minh Hiền | HTV9                |            |       |
| 2013         | Hương bưởi                | Bồn            | Nhâm Minh Hiền      | THVL1      |       |
| 2013         | Hồn đá                    | Khâm           | Trần Hữu Phúc       | Let’s Viet |       |
| 2013         | Thuyền giấy               | Nhẫn           | Nhâm Minh Hiền      | HTV7       |       |
| 2014         | Khi người đàn ông trở lại |                | Nhâm Minh Hiền      | HTV9       |       |
| 2015         | Cung đường bí ẩn          | Hòa An         | Quách Khoa Nam      | SCTV14     |       |
| 2015         | Hận thù hoá giải          |                | Lê Minh             | VTV1       |       |
| 2015         | Nhà trọ có bốn cô chiêu   | Luân           | Nguyễn Minh Cao     | Let’s Viet |       |
| 2015         | Con gái ông trùm          | Hoàng Phú      | Nguyễn Hoàng Trung  | ANTV       |       |
| 2016         | Hot girl làm vợ           | Tuấn           | Lê Hướng Nam        | SCTV14     |       |
| 2016         | Chạm vào danh vọng        | Trí            | Nguyễn Minh Cao     | SCTV14     |       |
| 2017         | Trần Trung kỳ án          | Minh Hữu       | Bùi Ngọc Nam Phương | THVL1      |       |
| 2017         | Nhà có hai cửa chính      | Trường         | Nguyễn Minh Cao     | HTV9       |       |
| 2017         | Vợ chồng đậu thời @       | Tèo            | Trần Chí Thành      | SCTV14     |       |
| 2018         | Mật mã hoa hồng vàng      | Bân            | Quách Khoa Nam      | THVL1      |       |
| 2019         | Đảo khát                  |                | Lê Phương Nam       | HTV9       |       |
| 2019         | Muôn kiểu làm dâu         | Thành Đạt      | Cẩm Hà - Phạm Tuân  | HTV7       |       |
| 2020         | Bánh mì ông Màu           | Chí Tâm        | Nguyễn Quang Minh   | HTV7       |       |
| 2021         | Nghiệp sinh tử (phần 2)   | Tèo            | Bùi Ngọc Nam Phương | THVL1      |       |

## Đời tư
Hùng Thuận và Thanh Vân quen biết qua điện thoại từ năm 2006 nhưng 1 năm sau mới có thể gặp nhau trực tiếp. Đến năm 2009, hai người quyết định kết hôn, họ có một bé trai tên là Kim Bảo.
Hai người đột ngột chia tay vào năm 2014 nhưng đến 2015, trong chương trình "Các ông bố nói gì?" của HTV, anh mới xác nhận, con anh quyết định chọn ở với mẹ. Năm 2018, anh công khai tình cảm với nữ DJ Đặng Thái Hưng, đến tháng 4 năm 2021, Hùng Thuận xác nhận họ đã chia tay.

## Giải thưởng
| Năm  | Giải thưởng   | Hạng mục                  | Đề cử          | Kết quả   | Tham khảo |
| ---- | ------------- | ------------------------- | -------------- | --------- | --------- |
| 1997 | Giải Mai Vàng | Nam diễn viên truyền hình | Đất phương nam | Đoạt giải | [ 8 ]     |